# Psilopleura
Psilopleura is een geslacht van vlinders van de familie spinneruilen (Erebidae), uit de onderfamilie Arctiinae.

## Soorten
- P. albipes Draudt, 1915
- P. dolens Schaus, 1911
- P. flavicans Dognin, 1911
- P. haemasoma Curtis
- P. klagesi Rothschild, 1911
- P. meridionalis Zerny, 1931
- P. pentheri Zerny, 1912
- P. polia Druce, 1898
- P. sanguipuncta Hampson, 1898
- P. scripta Talbot, 1928
- P. senana Schaus, 1924
- P. vitellina Draudt, 1931
- P. vittata Walker, 1864